# Magnolia lanuginosa
Magnolia lanuginosa este o specie de plante din genul Magnolia, familia Magnoliaceae. A fost descrisă pentru prima dată de Nathaniel Wallich, și a primit numele actual de la Richard B. Figlar och Hans Peter Nooteboom. Conform Catalogue of Life specia Magnolia lanuginosa nu are subspecii cunoscute.